# Grandeur physique
Pour les articles homonymes, voir Grandeur.
 (août 2013).
Si vous disposez d'ouvrages ou d'articles de référence ou si vous connaissez des sites web de qualité traitant du thème abordé ici, merci de compléter l'article en donnant les références utiles à sa vérifiabilité et en les liant à la section « Notes et références ».
On appelle grandeur physique, ou simplement grandeur, toute propriété d'un phénomène physique, d'un corps ou d'une substance, qui peut être mesurée ou calculée, et dont les valeurs possibles s'expriment à l'aide d'un nombre (réel ou complexe) et d'une référence (comme une unité de mesure, une échelle de valeurs ou une échelle ordinale). La précision de la mesure est indiquée par l'incertitude de mesure.
On parle de grandeur physique algébrique (par référence à la mesure algébrique utilisée en géométrie), ou simplement de grandeur algébrique, dans le cas des nombres réels, c'est-à-dire lorsque la grandeur peut prendre des valeurs négatives. Par exemple le temps et la longueur sont des grandeurs algébriques.
La présence d'une unité de mesure n'est pas nécessaire, au sens strict, pour exprimer une grandeur physique. Ainsi, si la masse et la longueur sont des grandeurs qui s'expriment respectivement en kilogrammes et en mètres (ou en multiples ou sous-multiples de ces unités de base), par contre l'indice de réfraction d'un milieu conducteur de la lumière s'exprime à l'aide d'un nombre sans unité, du fait qu'il est défini comme quotient de deux grandeurs exprimées avec la même unité ; il en est de même pour les lignes trigonométriques usuelles (sinus, cosinus, tangente) d'un angle dans un triangle rectangle. On parle dans ces cas de grandeur sans dimension. 
Une grandeur physique est définie par sa mesure, ce qu’elle caractérise et sa fonction. Elle incarne un concept particulier, une abstraction dont le statut est celui d’outil de la pensée au service des réponses que le scientifique apporte à ses questions. Prenons par exemple la masse : nous pouvons mesurer la masse d’un objet à l’aide d’instruments conçus par le Laboratoire national de métrologie et d'essais. Nous obtenons un nombre qui caractérise la quantité de matière de l’objet, quelle qu’en soit la nature : plume, plomb, etc. La grandeur physique « masse » a pour fonction d’intervenir dans les expressions des lois, comme celles des lois du mouvement de Newton.
En statistique, les grandeurs physiques sont considérées comme des variables quantitatives continues.

## Grandeurs par domaine d'utilisation

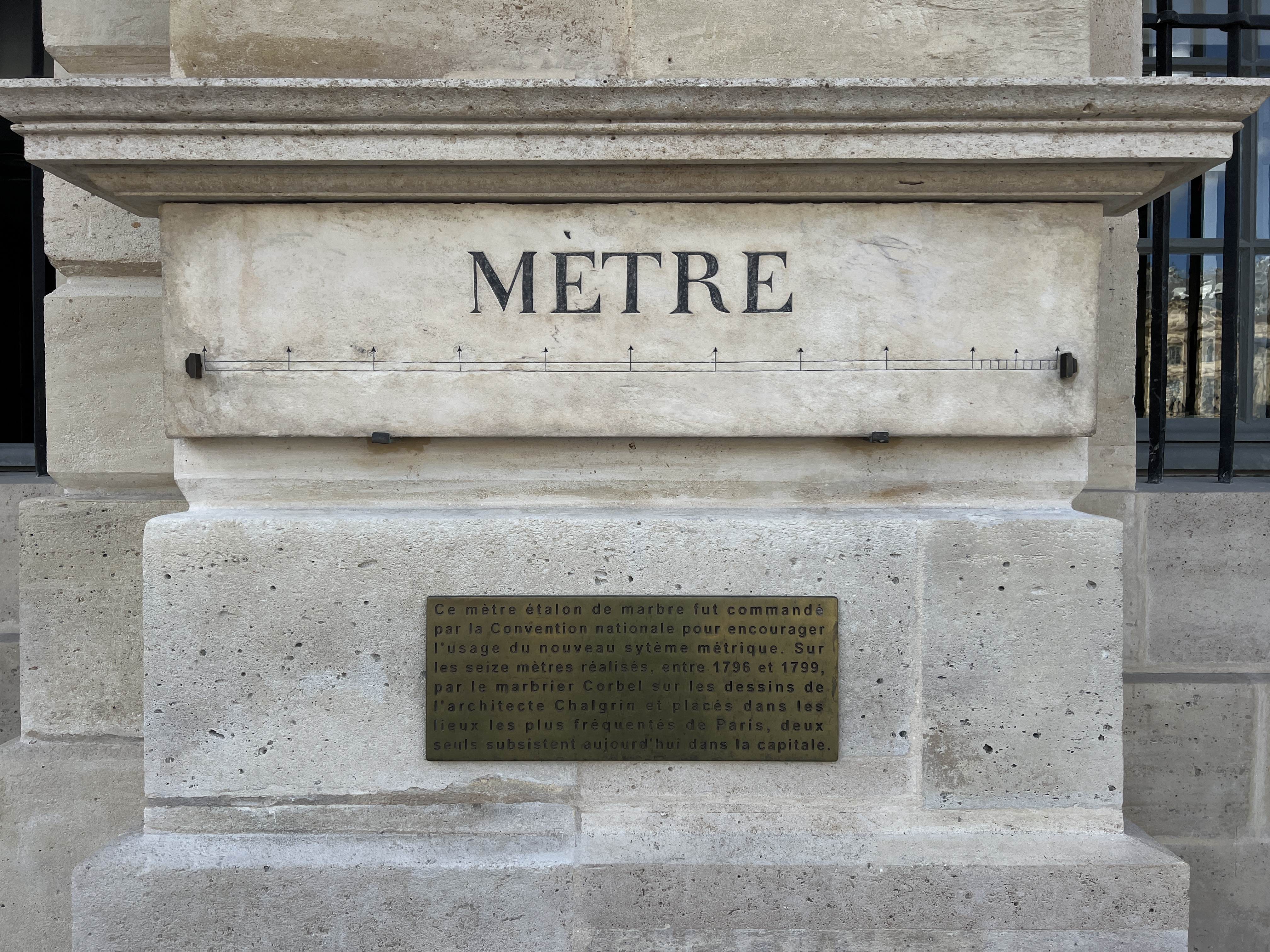
Un mètre étalon du système métrique à Paris, réalisé par Chalgrin et Corbel.

La possibilité de définir des grandeurs à partir d'autres implique l'existence d'un point de départ, autrement dit de grandeurs de base. Ces grandeurs, ou plutôt leurs unités, sont souvent regroupées en systèmes d'unités en fonction de l'utilité de leurs relations et de leurs combinaisons.
Les grandeurs de base sont également étroitement liées à des domaines particuliers de la physique. Une tentative de classement en fonction de ces domaines est proposée ci-dessous.
Le système actuellement le plus répandu est le Système international qui repose sur sept unités de base. Les grandeurs mentionnées ci-dessous sont décrites dans ce Système international. Pour chaque grandeur est donnée sa dimension au sens de l'analyse dimensionnelle, ainsi que l'unité correspondante du SI et le symbole de celle-ci.
La liste ci-dessous n'est pas exhaustive. L'incorporation de la grandeur « angle » dans les analyses dimensionnelles n'est pas générale. Les deux approches, avec ou sans incorporation, sont indiquées. Pour chaque grandeur on indique son nom suivi, entre parenthèses, de son symbole dimensionnel, de son unité de mesure dans le Système international et, entre crochets, du symbole de cette unité.

### Espace-temps et cinématique

#### Grandeurs de base
- longueur (L, mètre [m])
- temps (T, seconde [s])
- masse (M, kilogramme [kg])
- température (Θ, kelvin [K])

#### Grandeurs dérivées
- superficie (L2, mètre carré)
- volume (L3, mètre cube)
- angle (sans dimension ou de dimension 1, radian [rad])
- angle solide (sans dimension ou de dimension 1, stéradian [sr])
- fréquence (T−1, hertz [Hz]),
- vitesse (L T−1, mètre par seconde)
- accélération (L T−2, mètre par seconde carrée)
- vitesse angulaire (T−1, radian par seconde)

### Mécanique

#### Grandeur de base
- longueur (L, mètre [m])
- temps (T, seconde [s])
- masse (M, kilogramme [kg])
- température (Θ, kelvin [K])

#### Grandeurs dérivées
- pression (M L−1 T−2, pascal [Pa])
- masse volumique (M L−3, kilogramme par mètre cube)
- énergie (M L2 T−2, joule [J])
- quantité de mouvement (M L T−1, kilogramme mètre par seconde)
- moment cinétique (M L2 T−1, kilogramme mètre carré radian par seconde)
- puissance (M L2 T−3, watt [W])
- force (M L T−2, newton [N])
- moment d'une force M L2 T−2, newton mètre)
- action (M L2 T−1, joule seconde)

### Thermodynamique et mécanique statistique

#### Grandeurs de base
- température (Θ, kelvin [K])
- quantité de matière (n, mole [mol])

#### Grandeurs dérivées
- enthalpie (M L2 T−2, joule [J])
- entropie (M L2 T−2 Θ−1, joule par kelvin)

### Électromagnétisme

#### Grandeur de base
- intensité électrique (I, ampère [A])

#### Grandeurs dérivées
- charge électrique (T I, coulomb [C])
- tension électrique (M L2 T−3 I−1, volt [V])
- densité de courant (L−2 I, ampère par mètre carré)
- potentiel électrique (M L2 T−3 I−1, volt)
- champ électrique (M L T−3I−1, volt par mètre)
- champ magnétique et induction magnétique (M T−2 I−1, tesla [T])
- conductance et admittance (M−1 L−2 T3 I2, siemens [S])
- conductivité électrique (M−1 L−3 T3 I2, siemens par mètre)
- résistance et impédance (M L2 T−3 I−2, ohm [Ω])
- résistivité (M L3 T−3 I−2, ohm mètre)
- inductance (M L2 T−2 I−2, henry [H])
- capacité (M−1 L−2 T4 I2, farad [F])
- permittivité (M−1 L−3 T4 I2, farad par mètre)
- constante magnétique (M L T−2 I−2, tesla mètre par ampère)
- mobilité d'un ion (M−1 T2 I, seconde carré ampère par kilogramme)

### Optique

#### Grandeur de base
- intensité lumineuse (J, candela [cd])

#### Grandeur dérivée
- éclairement lumineux (L−2 J, lux [lx])